# The Basic School
L'école de base (ou The Basic School - TBS) est l'endroit où tous les officiers nouvellement engagés et nommés (pour les adjudants) du Corps des Marines des États-Unis apprennent les bases du métier d'officier des Marines. L'école de base se trouve à Camp Barrett, Quantico, Virginie, au sud-ouest du complexe Quantico Base du Marine Corps. Chaque année, plus de 1 700 nouveaux officiers sont formés, provenant de l'Académie navale des États-Unis, de l'École des candidats officiers et des programmes de promotion des officiers en limite de service (LDO) et des adjudants du Marine Corps . 

## Philosophie de l'enseignement à TBS
Les valeurs du métier d'officier de Marines enseignés à TBS sont: 
- Un homme ou une femme au caractère exemplaire
  - Comprend clairement qu'un engagement dans les Marines apporte "une confiance particulières" et les attentes les plus élevées de la part du peuple américain.
  - Consacré à nos valeurs fondamentales d'honneur, de courage et d'engagement
  - Possède une boussole morale qui pointe infailliblement pour «faire la bonne chose» - un guerrier éthique

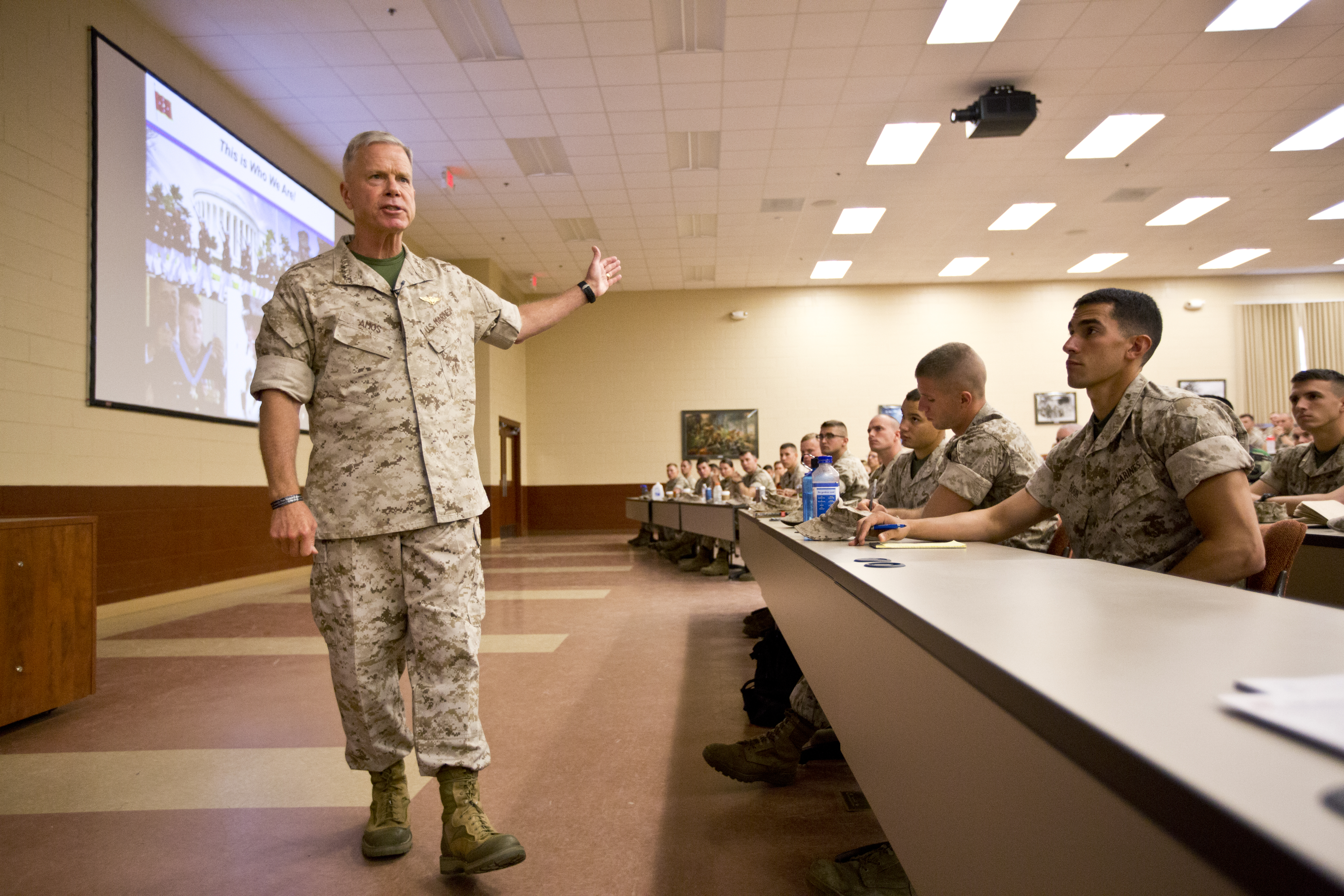
Gen. James F.Amos parle aux Marines diplômés de la Charlie Company, The Basic School (TBS), à Quantico, en Virginie, le 27 août 2014.

- Dévoué à diriger les Marines 24/7
  - Embrasse la responsabilité «exceptionnelle et ininterrompue» envers ses Marines et leurs familles
  - Inspire et inspire confiance en ses Marines en période d'adversité
  - Adhère et applique les normes indépendamment de l'heure, du lieu ou du statut de service
  - Traite tous les Marines et les marins avec dignité et respect
  - Dédié à toute une vie d'étude et d'apprentissage de la profession des armes

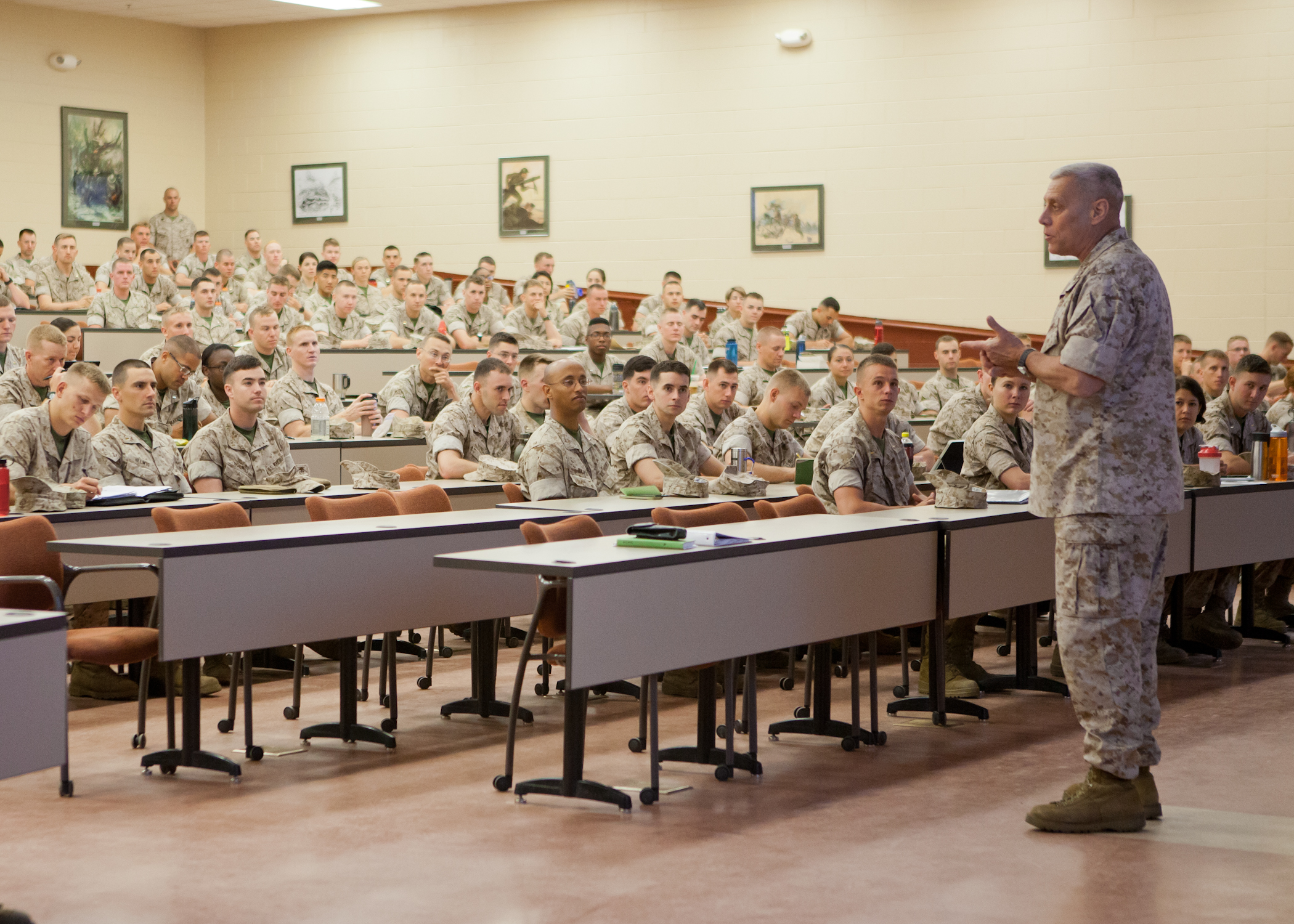
Le commandant adjoint du Corps des Marines, le général. John M. Paxton, Jr., s'adresse aux étudiants de Bravo Company à The Basic School en juin 2014.

- Capable de décider, de communiquer et d'agir dans les incertitudes de la guerre
  - Peut penser de manière critique et arriver à une décision acceptable basée sur une saine pensée tactique dans l'esprit de son commandant
  - Communique clairement oralement et par écrit dans des situations tactiques et administratives en mettant l'accent sur la publication d'ordres et de directives claires et significatives
  - A un parti pris pour l'action - saisit l'initiative et agit au lieu d'attendre l'image parfaite de la vue ou la direction de plus haut
  - Une fois l'action engagée, agit avec audace et détermination
- Un guerrier qui embrasse la philosophie guerrière du Corps
  - Un chef de combat compétent, fondé sur les compétences de base de l'infanterie, et caractérisé par un bon jugement et une agressivité dans l'exécution
  - Formé aux principes fondamentaux de la guerre de manœuvre, de la tactique, des armes combinées et des principes éprouvés de la bataille
  - Maintient sans cesse un état d'esprit offensif, proactif, pas réactif
- Mentalement fort et physiquement robuste
  - Imprégné d'un esprit guerrier et capable de prospérer dans un environnement complexe et chaotique et de persévérer malgré les obstacles à l'accomplissement de la mission
  - Possède l'autodiscipline pour repousser les limites préconçues [1]

## Cours dispensés à TBS

### Cours élémentaire d'officier (BöC)

#### Introduction et historique
Après avoir obtenu un engagement, les nouveaux sous-lieutenants des Marines doivent suivre le cours de base d'officier (BOC) avant de commencer leur formation de spécialisation (spécialité professionnelle militaire ou MOS) pour les préparer au service dans le Corps des Marines dans son ensemble. La majorité des officiers du Marine Corps sont commissionnés par l'USMC Officer Candidate School (OCS), mais beaucoup sont également diplômés de l'US Naval Academy, ou d'autres académies qui permettent de rejoindre le Marine Corps. Les officiers "restreints ou en limitation de service" (anciens sous-officiers du corps) sont directement nommés premier lieutenants ou capitaines et ne passent pas le BOC. Cependant, en tant qu'adjudants, ils ont déjà terminé le WOBC (cf. infra) du TBS avant d'être nommés officiers dans les forces opérationnelles. 
La plupart des officiers suivent le BOC en tant que sous-lieutenant immédiatement après leur recrutement à l'OCS ou dans les mois suivant l'obtention du diplôme ou la fin du programme NROTC. Certains officiers nouvellement commissionnés peuvent servir une courte période de temps dans une affectation intérimaire (comme un entraîneur sportif adjoint à l'US NA) avant de commencer leur cursus BOC. Quelques officiers suivent le BOC en tant que premier lieutenant parce qu'ils ont été commissionnés dans le cadre du programme de cursus des chefs de section (PLC Law), qui leur permet de fréquenter la faculté de droit en tant que sous-lieutenants, puis de suivre les cours du BOC après avoir été promu premier lieutenant et obtenu leur diplôme en droit. Dans de très rares cas, un officier qui reçoit une commission initiale dans une autre branche des forces armées américaines, et qui a déjà été promu au grade de premier lieutenant, peut recevoir un transfert interservices au Marine Corps et suivre le BOC en tant que premier lieutenant. 

#### Aperçu du cours
Le cours de base pour officiers dure actuellement 28 semaines, au cours desquelles les nouveaux officiers reçoivent une formation en classe, sur le terrain et une application pratique sur les armes, les tactiques, le leadership et le protocole. Le cours est divisé en trois catégories notées; Leadership, formation universitaire et compétences militaires. Tout comme pour OCS, il y a des épreuves jugées comme faite ou non faite et des épreuves notées. Les événements qui doivent être validés sont la marche de 15 milles, les trois examens, la course d'endurance, la course d'orientation finale, la course d'orientation nocturne et e tir aux armes de poing et d'épaule. Les épreuves qui sont notées sont les marches de 3, 6, 9 et 12 milles, les fonctions de commandement lors des exercices et les divers exercices de prise de décision. 
Les événements en classe comprennent des conférences sur des sujets spécifiques, des examens, des jeux de décision tactique (TMD), des exercices sur bacs à sable (STEX), des études de cas et des présentations en petits groupes. Il y a divers épreuves sur le terrain, en commençant par le niveau équipe et groupe de combat jusqu'au niveau de section renforcée et compagnie. Les épreuves sur le terrain se font à balles à blancs et parfois à tirs réels. 

##### Phases de l'enseignement
- Phase I (7 semaines): compétences individuelles
  - Commandement
  - Qualification fusil et pistolet
  - Navigation terrestre
  - Les communications
  - Sauvetage au combat
  - MCMAP
- Phase II (6 semaines): Compétences des chefs d'équipe de fantassins
  - Prise de décision
  - Interarmes
  - Tactiques / armes de l'équipe de fusiliers
  - Reconnaissance et patrouille
- Phase III (6 semaines): Compétences du commandement de section de fusiliers
  - Tactiques de tir du peloton
  - Opérations de convoi
  - Ingénierie
  - Armes lourdes
- Phase IV (7 semaines): Compétences de base des officiers du MAGTF
  - Opérations militaires en zone urbanisée, ou MOUT
  - Tactiques de tir de peloton (REIN)
  - Protection de l'unité
  - Opérations expéditionnaires (AMFEX / "War")
  - Administration juridique du commandement

#### Sélection MOS et formation et affectations post-BOC
Tout au long du programme d'instruction (POI), les marines de chaque compagnie de formation sont divisés en tiers en fonction de leurs scores combinés de leadership, compétences militaires et universitaires. Chaque Marine classe chaque spécialisation, ou MOS, selon sa préférence, et chaque tiers se voit attribuer une proportion égale de chaque spécialisation en fonction des besoins du Corps des Marines. Chaque tiers est indépendant des autres, de sorte que le haut du tiers inférieur du placement est presque aussi susceptible d'obtenir la spécialisation qu'ils souhaitent que le haut des deux autres tiers. Tout au long du POI, chaque Marine aura la possibilité de sélectionner la spécialisation qu'il souhaite, en sélectionnant ce qu'il préfère parmi ce qui reste en fonction de son classement dans son tiers. En utilisant ces répétitions et les préférences répertoriées comme référence, l'encadrement de la compagnie passe ensuite en revue chaque étudiant et leur accorde une spécialisation. Ce système de choix, cependant, ne s'applique pas aux Marines qui ont signé des contrats aériens pour devenir pilotes ou des contrats juridiques pour devenir officiers juristes. 
Après le cours d'officier de base, l'officier fréquentera une ou plusieurs écoles supplémentaires pour être formé dans sa spécialité, puis affecté à une unité de la Fleet Marine Force ou à d'autres forces opérationnelles du Marine Corps (par exemple, Marine Barracks, Washington, DC, Marine Corps Chemical Biological Incident Response Force, Marine Corps Security Force Regiment ou Marine Corps Embassy Security Group. 

### Cours de base pour sous-officier supérieur (WOBC)
Les adjudants (warrant officers WO) suivent à un programme de formation de 16 semaines similaire en contenus et en instruction au cours de 28 semaines exigé des sous-lieutenants, qui est raccourci en raison de l'expérience antérieure acquise par les adjudants nouvellement nommés. Ils sont affectés à la Compagnie India au Camp Barrett. 
Un Marine sous contrat peut postuler au programme d'adjudant après avoir servi au moins huit ans et avoir atteint le grade E-5 (sergent) pour le programme d'adjudant administratif. Pour le programme d'adjudant des Marines (infanterie), un Marine doit avoir au moins seize ans de service sous contrat dans un MOS d'infanterie. Cette exigence est supprimée pour ceux qui détiennent le grade de sergent cannonier pendant au moins un an avant de postuler au programme de sous-officier d'armes. Les sergents ou sous-officiers d'état-major sélectionnés reçoivent une formation supplémentaire en leadership et en gestion pendant le cours de base de l'adjudant. 

### Cours d'officier d'infanterie (CIO)
Les diplômés du BOC qui sont sélectionnés pour un MOS d'infanterie restent au TBS pour le cours d'officier d'infanterie de douze semaines. Au cours de ce programme, les lieutenants reçoivent une formation intensive en classe, une expérience pratique et une formation sur le terrain en matière d'armes, de patrouille et de reconnaissance pour s'assurer qu'ils sont qualifiés MOS pour tous les postes de commandant de peloton d'infanterie, en plus du peloton de tir, dans un Bataillon d'infanterie des Marines. Les autres postes d'infanterie sont: le commandant du peloton d'armes de la compagnie de fusiliers, ainsi que le commandant de l'un des trois pelotons d'armes lourdes (à savoir, mortier de 81 mm, anti-chars et mitrailleuses lourdes) de la compagnie d'appuis du bataillon. Les officiers d'infanterie peuvent chercher à effectuer à un stage en tant que commandant de peloton de reconnaissance après avoir effectué un premier stage avec une unité d'infanterie. 
Les officiers sélectionnés pour servir dans un bataillon de reconnaissance blindée légère (LAR) suivent un cours supplémentaire de six semaines sur les chefs LAR dispensé à la School of Infantry. 

### "Mike" Company
Les Marines qui arrivent pour la première fois de l'OCS ou de l'US NA, ou qui ne sont pas en mesure de terminer le BOC, le WOBC ou le CIO pour avoir échoué dans l'une des trois catégories classées ou qui sont gravement blessés sont envoyés à la compagnie M ou "Mike Company". Les Marines de la Mike Company fournissent des opérations de soutien aux compagnies qui s'entraînent activement, ainsi que des cours et des événements physiques, jusqu'à ce qu'ils puissent recevoir un nouveau MOS s'ils viennent du CIO, ou reprendre la formation s'ils n'ont pas encore terminé le WOBC ou le BOC. 

## Voir également
- United States Marine Corps Boot Camp (en)
- Marine Recruit Training Regiment Parris Island
- Marine Recruit Training Regiment San Diego